# Pikol
Pikol – postać biblijna z Księgi Rodzaju, dowódca wojsk króla Geraru, Abimeleka.
Uczestniczył w zawarciu przez Abimeleka przymierza najpierw z Abrahamem w Beer Szewie, a następnie z Izaakiem, które to zakończyło się wspólną ucztą.